# 1916 코파 델 레이 결승전
1916 코파 델 레이 결승전(스페인어: La Final de la Copa del Rey de 1916)은 스페인의 컵대회인 코파 델 레이의 14번째 결승전이다. 이 경기는 1916년 5월 7일, 바르셀로나의 라 인두스트리아에서 열렸다. 이 경기의 승자는 아틀레틱 빌바오로 레알 마드리드를 4–0으로 완파했다.

## 경기 상세 정보
| 아틀레틱 빌바오                       | 4–0 | 마드리드 축구단 |
| ------------------------------------- | --- | --------------- |
| 아세도 12′ · 수비사레타 23′, 60′, 69′ |     |                 |

| 아틀레틱 · 빌바오 | 마드리드 · 축구단 |

| 아틀레틱 빌바오: |    |                        |
|                  |    |                        |
| GK               | 1  | 세실리오 이바레체      |
| DF               | 2  | 루이스 마리아 솔라운   |
| DF               | 3  | 루이스 우르타도        |
| MF               | 4  | 에스테반 에기아        |
| MF               | 5  | 호세 마리아 벨라우스테 |
| MF               | 6  | 호세 카비에세스        |
| FW               | 7  | 헤르만 에체바리아      |
| FW               | 8  | 피치치                 |
| FW               | 9  | 펠릭스 수비사레타      |
| FW               | 10 | 루이스 이세타 (주장)   |
| FW               | 11 | 도밍고 고메스-아세도   |
| 감독:            |    |                        |
| 빌리 반스        |    |                        |

| 마드리드 축구단: |    |                      |
|                  |    |                      |
| GK               | 1  | 에두아르도 테우스    |
| DF               | 2  | 호세 안토니오 에리세 |
| DF               | 3  | 호세 이루레타 (주장) |
| MF               | 4  | 에울로히오 아랑구렌  |
| MF               | 5  | 르네 프티            |
| MF               | 6  | 호세 마리아 카스텔   |
| FW               | 7  | 고마르               |
| FW               | 8  | 루이스 벨라운데      |
| FW               | 9  | 산티아고 베르나베우  |
| FW               | 10 | 쥐앙 조세 프티       |
| FW               | 11 | 소테로 아랑구렌      |
| 감독:            |    |                      |
| 아서 존슨        |    |                      |

| 코파 델 레이 1916 우승     |
| -------------------------- |
| 아틀레틱 빌바오 7번째 우승 |

## 같이 보기
- 구 고전 더비